# Aleš Balcárek
Aleš Balcárek, též Alexandr (21. února 1840, Šumvald – 1. května 1862, Praha) byl moravský básník 19. století.

## Život
Pokřtěn byl jako Alexandr, narodil se v rodině mydláře Antona Balcárka (1809–1855) a jeho manželky Barbory, rozené Kouřilové (1815–??). Matka mu zemřela o rok později (25. 9. 1841) a otec se znovu oženil. Celkem se Anonínu Balcárkovi narodily dvě děti z prvního a osm dětí z druhého manželství.
Jako osmiletý byl poslán na výměnu („na handl“) do německy mluvící oblasti, školu absolvoval v Uničově. Postoupil do latinského gymnázia v Olomouci, kde byl také zpěvákem v kostele svatého Mořice. Po konfliktu s vedením školy kvůli účasti na zakázané večerní slavnosti („Vínku“) se neodvážil absolvovat maturitu v Olomouci a odjel do Vídně. Ani zde maturitu nesložil a živil se opisováním not a prodejem knih. Poté, co dostal nabídku na místo korektora v pražských Humoristických listech, přesídlil do Prahy.

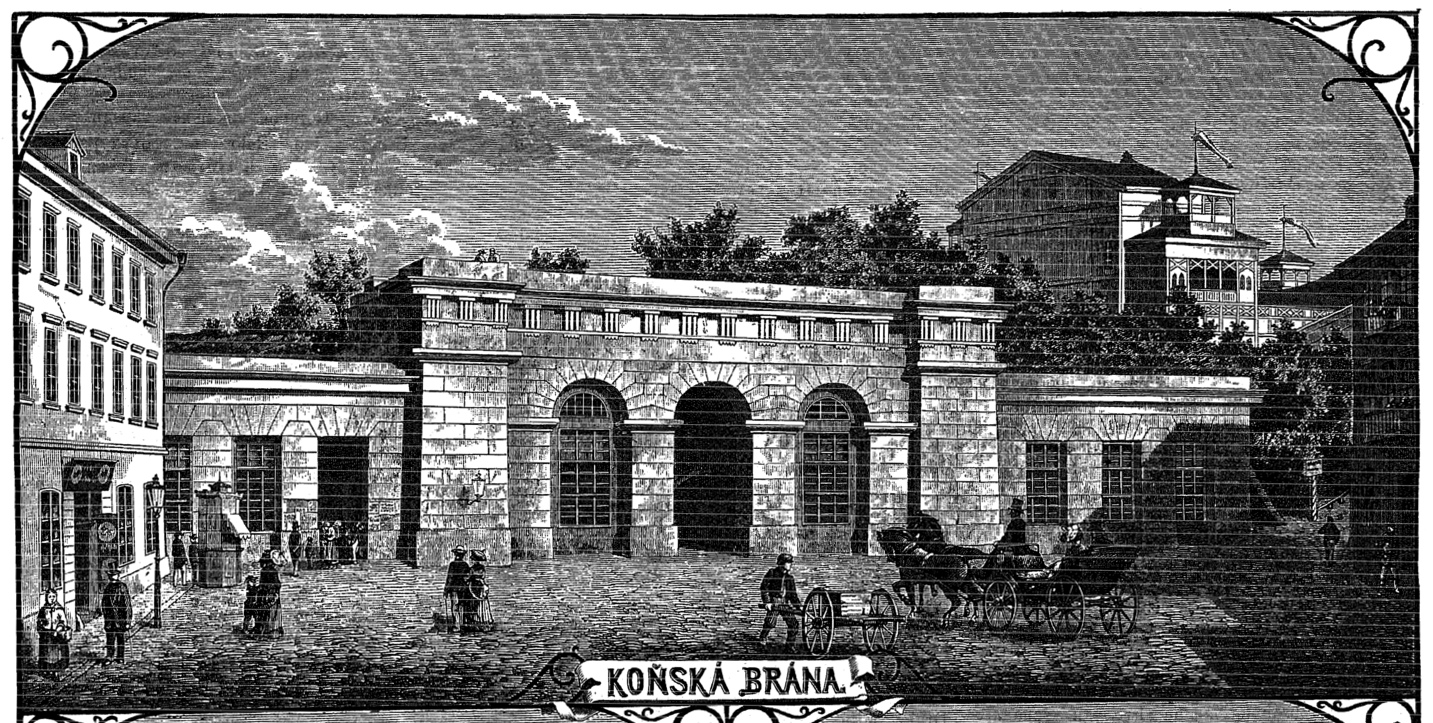
Koňská brána (Světozor, 1876)

30. dubna 1862 utrpěl vážné zranění po pádu (možná úmyslném skoku) z Koňské brány a ještě téže noci zemřel v nemocnici.
Byl pohřben na IV. Olšanském hřbitově, obřad vedl vyšehradský děkan Václav Štulc. Jeho hrob je označen slovy „Zhynula naděje“ a „Moravan“.

## Tvorba
Ve své době byl považován za nejpopulárnějšího básníka Moravy.[zdroj?] Kvůli brzkému skonu však nemohl svou tvorbu plně rozvinout. Byl ovlivněn dobovým romantismem, historismem a panslavismem. Ve svých básních se obracel ke slovanství a opěvoval i krásy Moravy a její historii. (Lidové noviny však v roce 1913 zveřejnily recenzi vydání Balcárkova díla, ve kterém anonymní kritik dovozuje, že Balcárek byl epigonem obrozeneckých básníků i svých současníků (Nerudy a Hálka. Moderní kritika naopak oceňuje, že Balcárek ve svém vývoji překonával idealizování charakteristické pro Jána Kollára a že směřoval k modernějšímu básnickému projevu představovanému májovci.)

### Knižní vydání
- Aleksandra Balcárka Pozůstalé básně, věnované od zvěčnělého spisovatele čackému, vlastimilovanému študentstvu moravskému (vydali přátelé jeho v Praze žijící; Praha, J. Grégr a Fr. Šimáček, 1862)[12]
- Moravana Aleše Balcárka Zůstalé básně věnované od zvěčnělého básníka čackému, vlastimilovnému študentstvu moravskému (Praha, Fr. A. Urbánek, 1874)
- Básně Moravana Alše Balcárka se zbytky jeho denníku a korrespondence (vydání uspořádal, úvodem a poznámkami opatřil Miloslav Hýsek; V Praze, Fr. A. Urbánek, 1913)
- Z díla Alše Balcárka (výbor uspořádal a úvodem opatřil Bedřich Slavík; V Uničově, Okresní osvětový sbor, 1937)[13]

### Ukázka
Znáš, ty světe, ony vábné kraje,

kdežto znějí staré slávy báje,

Velehrad kde někdy stál,

Svatopluk král panoval.